# Russia Beyond
Russia Beyond est une publication multilingue détenue par Rossia Segodnia, une agence de presse officielle du gouvernement russe, proposant des nouvelles, des commentaires, des opinions et des analyses sur la culture, la politique, les affaires, la science et la vie publique en Russie. Le journal est critiqué, décrit comme un média de propagande russe.

## Histoire

### 2007
- Russia Beyond The Headlines (RBTH) est lancé en 2007 par la Rossiskaïa Gazeta, le journal officiel russe. Le premier éditeur du projet est le PDG adjoint de Rossiskaïa Gazeta Eugene Abov[1].

### 2016
- Le 9 janvier 2016, RBTH rejoint TV-Novosti, tout en conservant son propre titre distinct.

### 2017
- En 2017, le projet abandonne toutes les versions imprimées[2] bien qu'il soit toujours proposé comme supplément imprimé au New York Times en 2018.
- Le 5 septembre 2017, RBTH abandonne les deux derniers mots de son nom complet, devenant Russia Beyond.

## Critique
Russia Beyond est critiqué, accusé d'être une organisation para-gouvernementale de propagande russe,,,. Cependant, contrairement à RT ou à Sputnik, Russia Beyond se montre critique à l’égard du gouvernement russe car son objectif est moins la « bataille des opinions » que la promotion de l’image de la Russie. Comme le souligne Russland.news (de) Russia Beyond cherche à susciter la sympathie pour la Russie par l'ouverture et la compréhension des positions des dirigeants russes. Des voix critiques à l’égard du gouvernement russe sont exprimées dans ses colonnes mais les dirigeants du Kremlin sont présentés comme plus libéraux qu’ils ne le sont en réalité. Le journal se considère comme « critique », mais, selon ses propres termes, laisse aux autres les « critiques dévastatrices de la Russie ».
Au-delà de Russia Beyond, nombre de titres occidentaux prestigieux dans l'édition de journaux sont critiqués pour avoir contribué à promouvoir sans discernement la désinformation russe. En Europe, l'entité des médias de l'État russe paie le Daily Telegraph de Londres, Le Figaro en France, Süddeutsche Zeitung en Allemagne et le quotidien italien La Repubblica pour être distribué en encart à ces publications, et, aux États-Unis, elle s'associe au Washington Post jusqu'en 2015 ; le Wall Street Journal et le New York Times regroupent l'encart dans leurs éditions régulières à partir de 2018,,.